# Hudinov graben
Hudinov graben je potok, ki se izteka v potok Dramlja. Ta teče skozi istoimensko naselje v občini Brežice in je desni pritok reke Sotla, mejne reke med Slovenijo in Hrvaško. 